# Пологи (Лубенський район)
Поло́ги (до 2024 року — Червоні Поло́ги) —  село в Україні, в Лубенському районі Полтавської області. Населення становить 95 осіб. Колишній орган місцевого самоврядування — Литвяківська сільська рада.

## Географія
Село Пологи знаходиться на відстані 2,5 км від села Покровське та селища Ромодан (Миргородський район). Поруч проходить залізниця, станція Ромодан за 5 км.

## Історія
12 червня 2020 року, відповідно до розпорядження Кабінету Міністрів України № 721-р «Про визначення адміністративних центрів та затвердження територій територіальних громад Полтавської області», село увійшло до складу Лубенської міської громади.
19 липня 2020 року, в результаті адміністративно - територіальної реформи та ліквідації Лубенського району(1923-2020), село увійшло до складу новоутвореного Лубенського району.
19 вересня 2024 року Верховна Рада підтримала перейменування села Червоні Пологи на Пологи. 26 вересня 2024 року перейменування набуло чинності.

## Населення
Згідно з переписом УРСР 1989 року чисельність наявного населення села становила 134 особи, з яких 47 чоловіків та 87 жінок.
За переписом населення України 2001 року в селі мешкало 95 осіб.

### Мова
Розподіл населення за рідною мовою за даними перепису 2001 року:
| Мова       | Відсоток |
| ---------- | -------- |
| українська | 98,95 %  |
| російська  | 1,05 %   |